# Cnidoscyphus aequalis
Cnidoscyphus aequalis är en nässeldjursart som först beskrevs av Warren 1908.  Cnidoscyphus aequalis ingår i släktet Cnidoscyphus och familjen Thyroscyphidae. Inga underarter finns listade i Catalogue of Life.